# A. Carli Frères
A. Carli Frères est une société à Schaerbeek qui produisait et distribuait des sculptures d'art commerciales.

## Description

### Chefs d'entreprise: Antonio Carli et Guido Carli
Le fondateur de l'entreprise est Antonio Carli (né le 19 novembre 1868) (propriétaire, patron mouleur en plâtre). Il est originaire de Bains de Lucques (Italie).
Il est connu que Carlo Carli, le frère d'Antonio Carli et deux fils de Carlo Carli, Giovanni Ornido (dit Ornido) (né le 10 mars 1887) et Giovanni Ambrosio Guido (dit Jean et Guido) (né le 23 mars 1895), tous nés à Bains de Lucques (Italie), travaillaient dans l'entreprise.
Il n'y a pas de sources sur d'autres frères, mais ce n'est pas exclu, vu la perte des archives de Schaerbeek en 1911 à cause d'une incendie.
Dans des documents officiels, Giovanni Ambrosio Guido Carli est dénommé en 1909 « mouleur en plâtre », en 1950 « sculpteur de figurines en plâtre », en 1951 « sculpteur, éditeur d'œuvres d'art ». Il est le successeur d'Antonio Carli comme gérant de l'entreprise, ce qui est prouvé par un dossier de 1949, dans lequel « Guido Carli » demandait une prolongation de 30 ans de son entreprise, ce qui fut approuvé par la commune de Schaerbeek. En 1951, il a été adopté par Antonio Carlo qui est célibataire.
De Carlo Carli et Giovanni Ornido Carli on ne retrouve plus de documents dans les archives d'après 1909. Il est probable que Giovanni Ornido Carli a reçu la promotion de mouleur en plâtre vers sculpteur, de même façon que l'on constate chez son frère Jean Carli et l'employé Gustave Van Vaerenbergh.
L'entreprise est active du début du XXe siècle et probablement jusqu'en 1970. Elle a environ 20 employés au début et environ 100 employés à son apogée.

### Production et édition d'objets d'art en marbre, bronze, plâtre et terre cuite.
L'entreprise est spécialisée dans la fabrication de statuettes religieuses en plâtre et de sculptures décoratives bon marché telles que des pendules, des figurines, des passementeries et des vases en plâtre et en terre cuite, la plupart avec un style vintage, proche du style Art nouveau ou Art déco, souvent dans de nombreuses couleurs.
Toutes les sculptures et statuettes en plâtre et en terre cuite sont numérotées (probablement le numéro du moule) et puis produites en série.
En outre, l'entreprise fabrique des sculptures classiques et Art nouveau plus chères en marbre, albâtre et bronze de haute qualité,.
Ces sculptures en pierre et bronze de la même série sont également reproduites. Les sculptures sont donc toujours légèrement différentes. Il est possible que plusieurs employés de l'entreprise aient été responsables de la reproduction. Plusieurs sculpteurs sont en activité dans l'entreprise.
Dans plusieurs projets on retrouve une répétition du même thème avec de légères variations, par exemple la position de la tête ou des vêtements légèrement différents. Cela souligne l'importance des aspects commerciaux dans les créations. De nombreuses sculptures sont inspirées sur des sculptures plus anciennes existantes, à partir desquelles l'entreprise a créés de nouvelles variantes qui dépassent la source d'inspiration en qualité. Des œuvres sont également produites sur commande, exécutés « suivant modèle », donc généralement sur base d'une image d'une sculpture existante.
La mention des dépôts à Paris, Londres, Berlin, Rome et Florence sur l'en-tête des lettres de 1909 et 1910 et la mention d'un représentant en France dans la publicité de l'entreprise indiquent son caractère international.

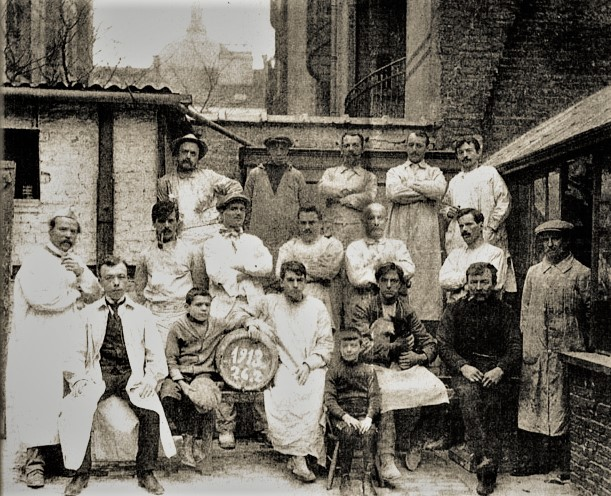
Les employés de l'entreprise A. Carli Frères en 1913 (en haut à droite, Gustave Van Vaerenbergh).

### Sculpteurs en service et sous contrat
L'entreprise employait des mouleurs en plâtres et plusieurs sculpteurs.
Gustave Van Vaerenbergh est l'un des plus connus. Il réalise des bustes de jeunes femmes dans le style Art Nouveau, mais aussi des sculptures d'enfants, d'animaux et des pierrots en marbre, bronze, albâtre, faïence et plâtre. Les chryséléphantines sont remarquables, ils résistent à la comparaison avec les sculptures Art Nouveau des grands sculpteurs. En outre, il a également conçu de simples ornements en plâtre tels que des vases, des horloges et des figurines. En qualité, ces œuvres sont très éloignées de ses chryséléphantines et sculptures en marbre, mais elles ont été sans aucun doute importantes pour le succès commercial de la société A. Carli Frères. De nombreuses sculptures sont sans doute inspirées sur des sculptures plus anciennes existantes, à partir desquelles il crée de nouvelles variantes.
Le sculpteur Richard Aurili travaille dans l'entreprise jusqu'à 1914.
Dans une phase un peu plus tardive, l'entreprise réalise une production à grande échelle de sculptures et surtout d'œuvres religieuses avec la signature du sculpteur Jean Carli,.
En plus de la production, la société s'occupe de la diffusion des sculptures et des statuettes de sa propre production et celles de sculpteurs indépendants, tels que Johannes Dommisse, Salvatore Melani, Togneri. La famille Togneri possède un atelier de sculptures en plâtre et en pierre à Liège. André et Raymond Togneri sont les plus connus , Dominique Gabriel Parentani et Guelfi Guelfo. Des sculptures similaires avec leur signature ont également été distribuées par d'autres entreprises de moulage, actives dans le même secteur à l'époque, comme Arnova (plus tard nommé Moderna).
Le nom P. Balestra apparaît également régulièrement sur ces statuettes numérotées. Il s'agit de Pietro (Pierre) Balestra (né en 1872), Italien d'origine (Turin), étudiant étranger à l'Académie de Paris en 1898, qui émigre plus tard à la Belgique. On retrouve également son nom sur des statues précédemment signées de Van Vaerenbergh ou encore les statuettes de saints de Jean Carli. Son nom se retrouve également sur des statuettes d'autres fonderies de plâtre. Il s'agit d'un sculpteur-mouleur employé par différentes entreprises ou d'un sculpteur-mouleur indépendant ayant travaillé pour différentes entreprises,,.

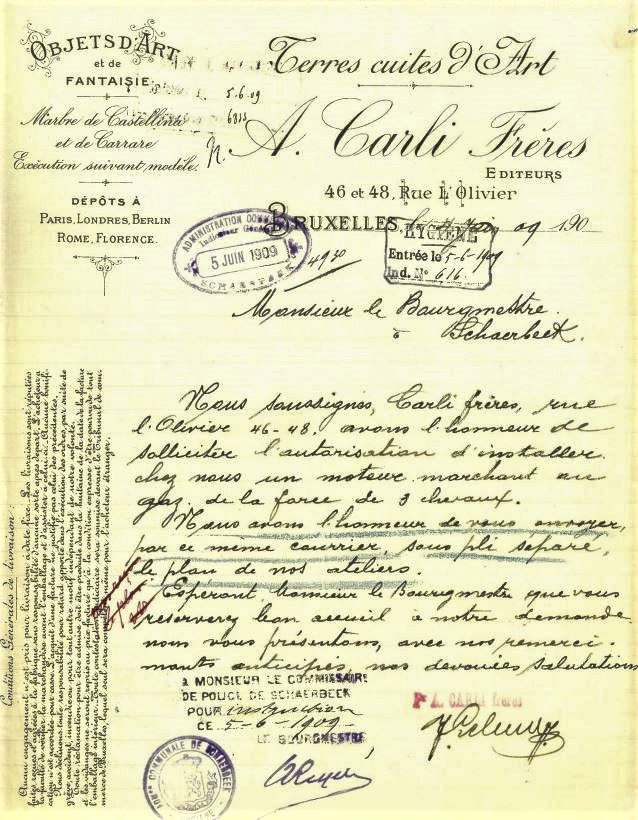
Requête d'autorisation par A.Carli Frères 1909 (Source: archives communales Schaerbeek, (X.B.01) S04.D327)
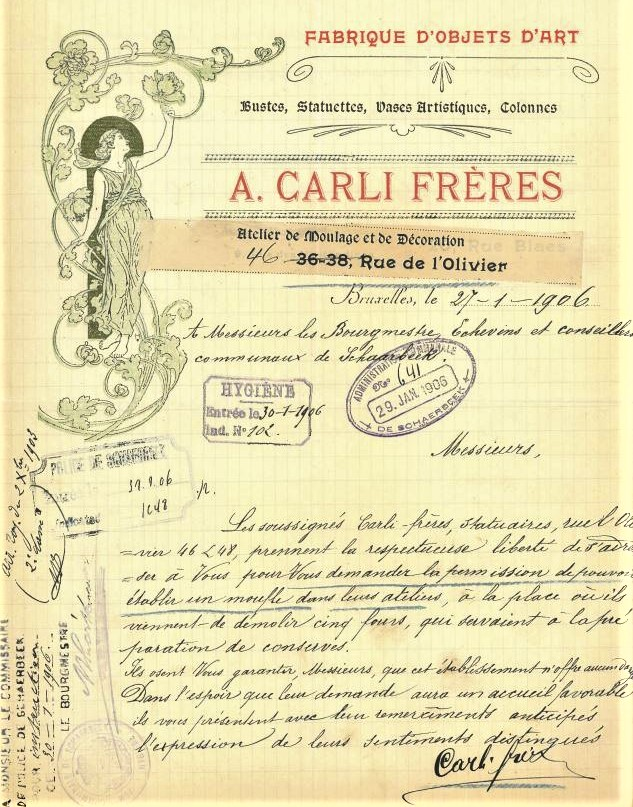
Requête d'autorisation de A.Carli Frères 1906 (Source: archives communales Schaerbeek, (X.B.01) S04.D327)

## Signature
Les sculptures en plâtre et en terre cuite portent toutes un numéro de série et généralement le marquage en majuscules «made in Belgium» , avec « made in » au-dessus et « Belgium » en dessous. C'est très caractéristique des sculptures en plâtre et terre cuite d'A. Carli Frères. Le socle polygonal en marbre est caractéristique pour les sculptures du niveau supérieur.
La signature d'un des sculpteurs est toujours mentionnée. À l'exception des initiales, cette signature est généralement en minuscules. Parfois seul «Carli» est mentionné, mais le plus souvent l'initiale du prénom et le nom du sculpteur sont donnés: A. Carli (Antonio Carli), G. Carli (Giovanni Ornido Carli), Jean Carli, G. Van Vaerenbergh, P. Balestra, Guelfi, S. Melani, R. Aurilli, J. Domisse, etc..
Une exception est Jean Carli, qui mentionne parfois aussi son prénom, utilise des lettres majuscules et recourt parfois à des signatures ornées.
G.Carli (probablement Giovanni Ornido Carli) signe à la main avec un « G » distinctif.
Il est frappant que des œuvres d'une série signée par Gustave Van Vaerenbergh reviennent parfois aussi avec la signature « Carli », « A. Carli » et « G. Carli ». Bien que plusieurs sources affirment que G. Carli est un pseudonyme de Gustave Van Vaerenbergh, il est plus probable que « G. Carli » signifie Giovanni Carli, cela pourrait être Giovanni Ornido Carli ou Giovanni dit Guido ou Jean Carli, le plus probable étant Ornido, puisque Jean Carli a toujours signé de son propre nom ou initiale « J ».
Les copies des sculptures de Van Vaerenbergh pourraient avoir été faites après sa mort prématurée, ce qui expliquerait des variations dans les sculptures et  les différentes signatures sur des sculptures similaires, probablement pour éviter les problèmes de droits d'auteur.
La fonte du bronze est réalisée dans les « Ateliers H. Dechaineux » à Schaerbeek. Cette mention se retrouve aussi parfois sur ses œuvres,.

## Confusion
Il n'existe aucun lien entre l'entreprise «A. Carli Frères» de Schaerbeek et les sculpteurs Auguste Carli et son frère François Carli de Marseille et leur « Atelier-musée frères Carli » pour la reproduction de figurines en plâtre à Marseille,. Il ne s'agit donc pas d'une succursale de cet atelier-musée.
Du fait de l'utilisation de la signature « Carli » dans diverses variantes, les œuvres de l'atelier d'A. Carli Frères sont très souvent attribuées à tort à Auguste Carli et au sculpteur italien Giuseppe Carli (1915 - 1987), même lorsque « Made in Belgium » est listée.

## Galerie

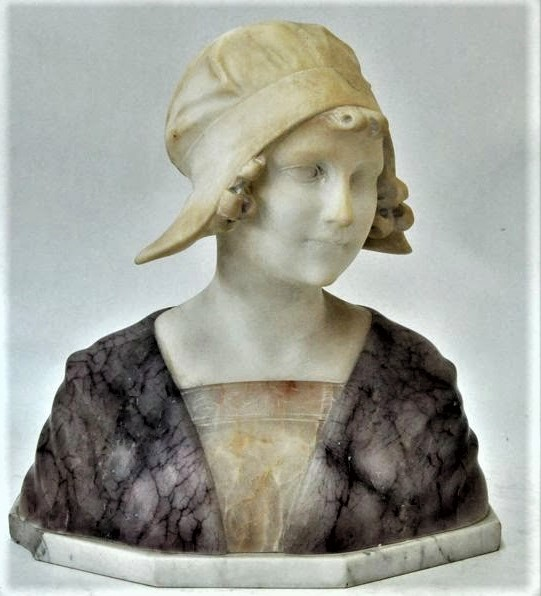
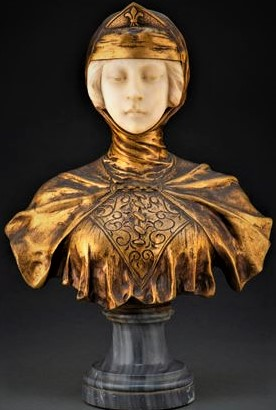
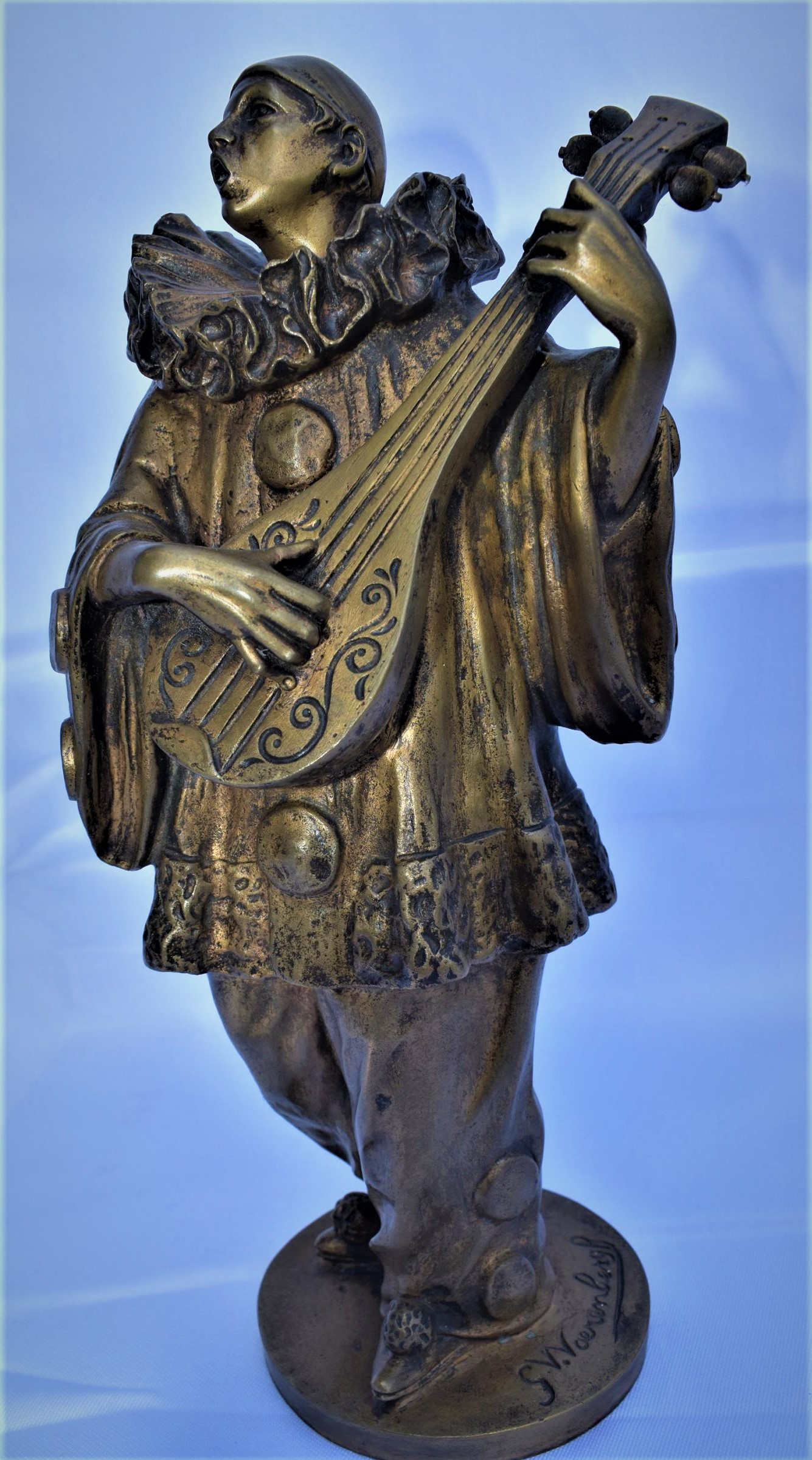
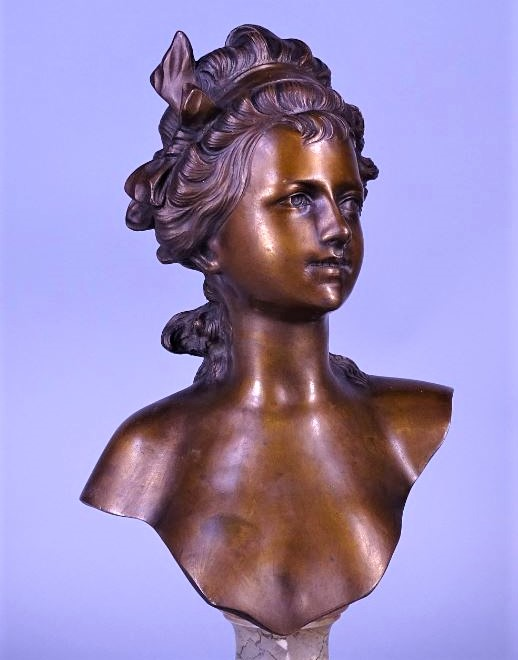
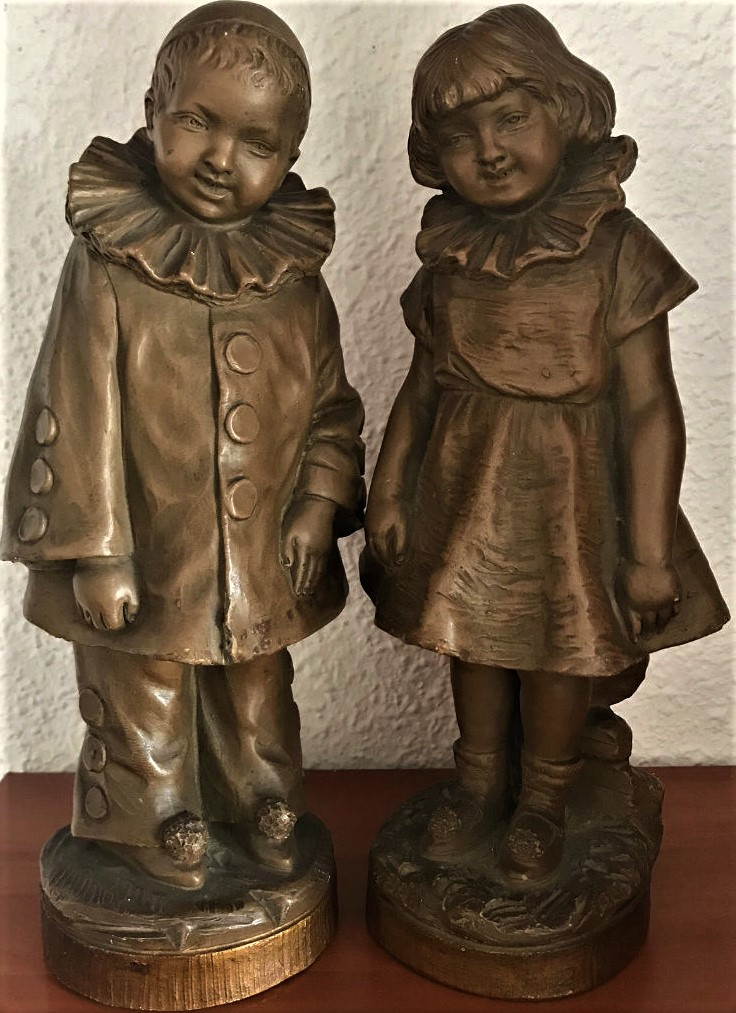
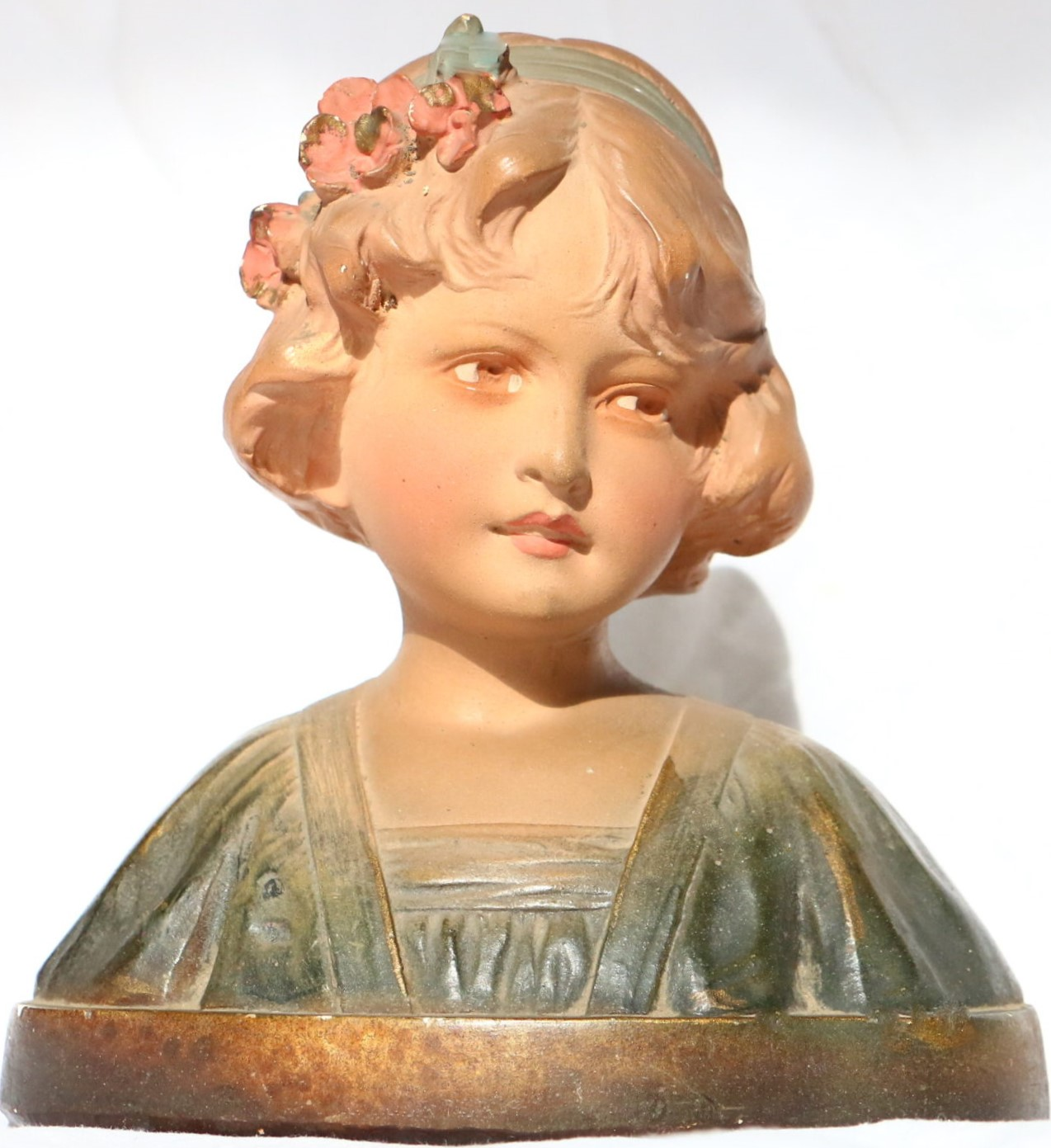
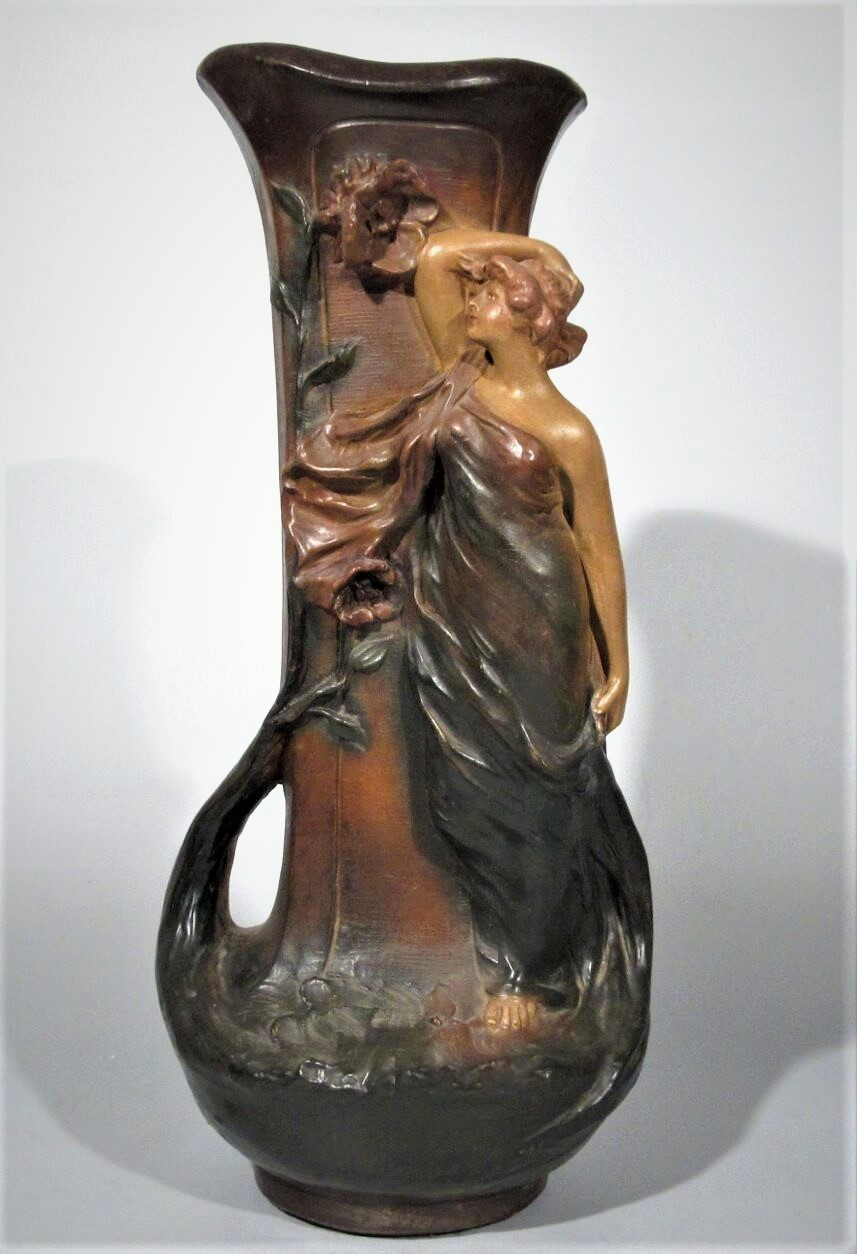
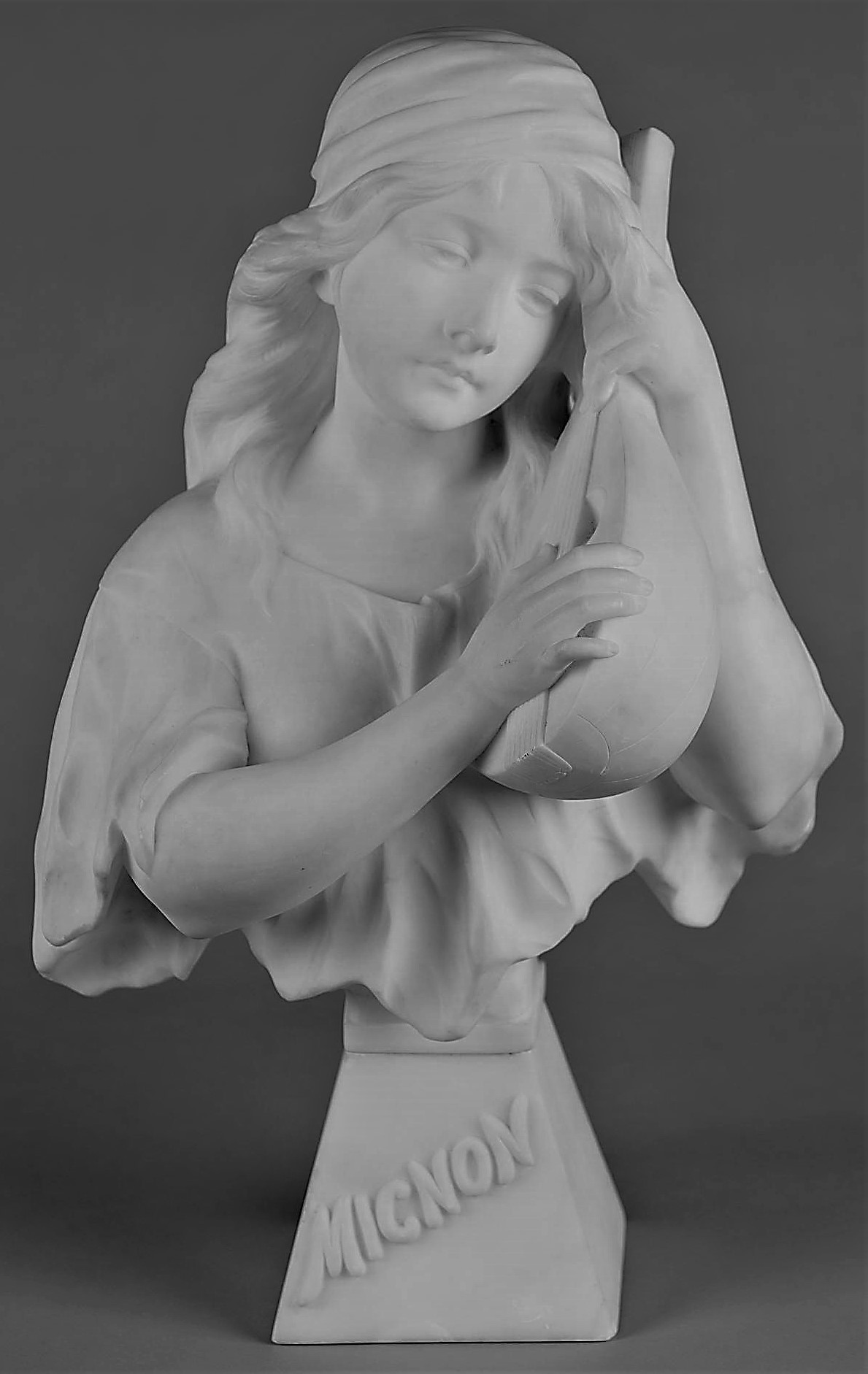